# Barronopsis
Barronopsis es un género de arañas araneomorfas pertenecientes a la familia Agelenidae. Se encuentra en Norteamérica y las Antillas.

## Especies
Según The World Spider Catalog 12.0:
- Barronopsis arturoi Alayón, 1993
- Barronopsis barrowsi (Gertsch, 1934)
- Barronopsis floridensis (Roth, 1954)
- Barronopsis jeffersi (Muma, 1945)
- Barronopsis stephaniae Stocks, 2009
- Barronopsis texana (Gertsch, 1934)